# Axel Düberg
Axel Düberg est un acteur suédois né le 10 octobre 1927 à Stockholm et mort 14 octobre 2001 . 

## Filmographie partielle
- 1958 : Le Visage (Ansiktet) d'Ingmar Bergman
- 1958 : Rabies d'Ingmar Bergman
- 1960 : L'Œil du diable (Djävulens öga) d'Ingmar Bergman
- 1960 : La Source (Jungfrukällan) d'Ingmar Bergman
- 1963 : Un dimanche de septembre (En söndag i september) de Jörn Donner
- 1968 : La Honte (Skammen) d'Ingmar Bergman
- 1981 : Peter le chat (Pelle Svanslös) Jan Gissberg (la voix)
- 1982 : Fanny et Alexandre d'Ingmar Bergman